# Timothé Nkada
Timothé Nkada Zogo (Lilla, 20 luglio 1999) è un calciatore francese, attaccante dello Standard Liegi.

## Caratteristiche tecniche
È un centravanti.

## Carriera

### Club
Cresciuto nel settore giovanile del Rennes nel 2019 è stato acquistato dallo Stade Reims. Ha esordito in Ligue 1 il 1º settembre seguente disputando l'incontro vinto  2-0 contro il Lilla.

### Nazionale
Ha giocato nella nazionale francese Under-19.

## Statistiche
Statistiche aggiornate al 5 aprile 2020.

### Presenze e reti nei club
| Stagione        | Squadra         | Campionato      | Campionato | Campionato | Coppe nazionali | Coppe nazionali | Coppe nazionali | Coppe continentali | Coppe continentali | Coppe continentali | Altre coppe | Altre coppe | Altre coppe | Totale | Totale | Totale |
| Stagione        | Squadra         | Comp            | Pres       | Reti       | Comp            | Pres            | Reti            | Comp               | Pres               | Reti               | Comp        | Pres        | Reti        | Pres   | Reti   |        |
| --------------- | --------------- | --------------- | ---------- | ---------- | --------------- | --------------- | --------------- | ------------------ | ------------------ | ------------------ | ----------- | ----------- | ----------- | ------ | ------ | ------ |
| 2016-2017       | Rennes 2        | CFA             | 12         | 1          |                 | -               | -               |                    | -                  | -                  |             | -           | -           | 12     | 1      |        |
| 2017-2018       | Rennes 2        | N2              | 9          | 1          |                 | -               | -               |                    | -                  | -                  |             | -           | -           | 9      | 1      |        |
| 2018-2019       | Rennes 2        | N3              | 23         | 14         |                 | -               | -               |                    | -                  | -                  |             | -           | -           | 23     | 14     |        |
| Totale Rennes 2 | Totale Rennes 2 | Totale Rennes 2 | 44         | 16         |                 | 0               | 0               |                    | -                  | -                  |             | -           | -           | 44     | 16     |        |
| 2019-2020       | Stade Reims 2   | N2              | 7          | 6          |                 | -               | -               |                    | -                  | -                  |             | -           | -           | 7      | 6      |        |
| 2019-2020       | Stade Reims     | L1              | 8          | 0          | CF+CdL          | 0               | 0               |                    | -                  | -                  |             | -           | -           | 8      | 0      |        |
| Totale carriera | Totale carriera | Totale carriera | 59         | 22         |                 | 0               | 0               |                    | -                  | -                  |             | -           | -           | 59     | 22     |        |